# 32150 Crumpton
32150 Crumpton este o planetă minoră (asteroid), cu un diametru de 9,927 km, din centura de asteroizi. A fost descoperită pe 6 iunie 2000 la Stația Anderson Mesa de Lowell Observatory Near-Earth-Object Search. 
Obiectul prezintă o orbită caracterizată de o semiaxă mare de 2,9982892 UAi, o excentricitate de 0,24, o înclinație de 5,65671 ° în raport cu ecliptica.